# Sichamps
Ne doit pas être confondu avec Seichamps.
Sichamps est une commune française, située dans le département de la Nièvre en région Bourgogne-Franche-Comté. Ses habitants sont les Sichampois et les Sichampoises.

## Géographie
Sichamps est situé à 45 km au sud-est de Cosne-Cours-sur-Loire, son chef-lieu d’arrondissement. Les agglomérations les plus proches sont Prémery, (5 km), Poiseux (5 km) et  Beaumont-la-Ferrière, (7 km). Nevers se trouve à 24 km. Les routes départementales D 223 et D 977 s’y rejoignent.
Les communes limitrophes sont : Beaumont-la-Ferrière, Prémery, Nolay et Poiseux.
Le point le plus haut de la commune culmine à 342 mètres d'altitude. Le point le plus bas est à 212 mètres.
Le sous-sol est essentiellement composé de roches calcaires, marnes et gypses.

### Villages, hameaux, lieux-dits, écarts
- Château de Sichamps, Chemin du Colombier, Clos Saint-Martin (le), Forge (la), Montois (le), Moulin de la Forge et Petit Sichamps[1].

### Climat
Pour des articles plus généraux, voir Climat de la Bourgogne-Franche-Comté et Climat de la Nièvre.
En 2010, le climat de la commune est de type climat océanique dégradé des plaines du Centre et du Nord, selon une étude du Centre national de la recherche scientifique s'appuyant sur une série de données couvrant la période 1971-2000. En 2020, Météo-France publie une typologie des climats de la France métropolitaine dans laquelle la commune est exposée à un climat océanique altéré et est dans la région climatique  Centre et contreforts nord du Massif Central, caractérisée par un air sec en été et un bon ensoleillement. 
Pour la période 1971-2000, la température annuelle moyenne est de 11 °C, avec une amplitude thermique annuelle de 16 °C. Le cumul annuel moyen de précipitations est de 879 mm, avec 12,1 jours de précipitations en janvier et 7,8 jours en juillet. Pour la période 1991-2020, la température moyenne annuelle observée sur la station météorologique de Météo-France la plus proche, « Premery », sur la commune de Prémery à 5 km à vol d'oiseau, est de 11,1 °C et le cumul annuel moyen de précipitations est de 911,1 mm. 
La température maximale relevée sur cette station est de 40,5 °C, atteinte le 11 août 2003 ; la température minimale est de −15,1 °C, atteinte le 26 janvier 2007,,. 
Les paramètres climatiques de la commune ont été estimés pour le milieu du siècle (2041-2070) selon différents scénarios d'émission de gaz à effet de serre à partir des nouvelles projections climatiques de référence DRIAS-2020. Ils sont consultables sur un site dédié publié par Météo-France en novembre 2022.

## Urbanisme

### Typologie
Au 1er janvier 2024, Sichamps est catégorisée commune rurale à habitat dispersé, selon la nouvelle grille communale de densité à sept niveaux définie par l'Insee en 2022.
Elle est située hors unité urbaine. Par ailleurs la commune fait partie de l'aire d'attraction de Nevers, dont elle est une commune de la couronne,. Cette aire, qui regroupe 93 communes, est catégorisée dans les aires de 50 000 à moins de 200 000 habitants,.

### Occupation des sols
L'occupation des sols de la commune, telle qu'elle ressort de la base de données européenne d’occupation biophysique des sols Corine Land Cover (CLC), est marquée par l'importance des territoires agricoles (56,3 % en 2018), une proportion identique à celle de 1990 (56,3 %). La répartition détaillée en 2018 est la suivante : forêts (41,3 %), prairies (30,7 %), terres arables (25,7 %), milieux à végétation arbustive et/ou herbacée (2,4 %). L'évolution de l’occupation des sols de la commune et de ses infrastructures peut être observée sur les différentes représentations cartographiques du territoire : la carte de Cassini (XVIIIe siècle), la carte d'état-major (1820-1866) et les cartes ou photos aériennes de l'IGN pour la période actuelle (1950 à aujourd'hui).

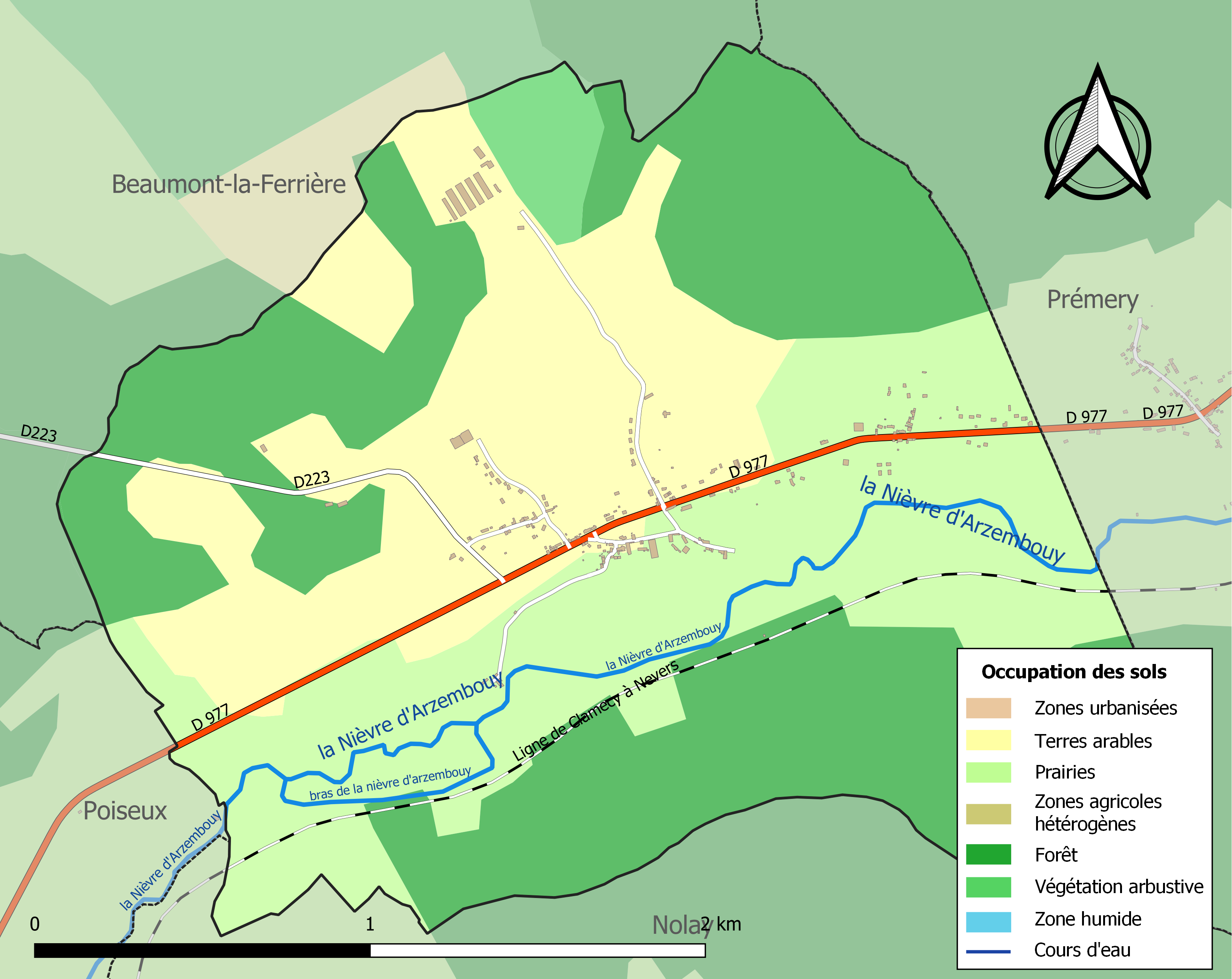
Carte des infrastructures et de l'occupation des sols de la commune en 2018 (CLC).

## Toponymie
Le village est mentionné sous le nom de Sex Campi en 1289 (registre de l’évêché de Nevers), de Chichamp en 1391, de Sichamp en 1520, de Chichant en 1523 et de Sixchamp en 1535 (Archives nationales).

## Histoire
La première mention connue du nom de la commune date de 1289 : Sex Campi (registre de l’évêché de Nevers).
En 1906, le nombre d'habitants de Sichamps, qui compte 67 maisons, s'élève à 226 individus. La commune compte un instituteur public, un garde champêtre, un garde forestier et un cantonnier. Il y a deux commerçants : 1 aubergiste et 1 épicier. Les artisans sont plus nombreux : 4 maçons, 2 charrons, 2 tisserands, 1 menuisier, 1 meunier et 1 scieur de long. La catégorie socioprofessionnelle la plus représentée est celle des journaliers (15), suivie par les « usiniers » (12, employés par l’entreprise Lambiotte à Prémery), les cultivateurs (8), les domestiques (6) et les fermiers (4). La compagnie des chemins de fer emploie trois gardes-barrières et deux poseurs. Les châtelains locaux (famille d’Assigny) utilisent les services d’1 cocher, 1 jardinier et 1 cuisinière. On recense également dans la commune 1 propriétaire-exploitant, 1 charretier et 1 bûcheron. Au total, on relève à Sichamps 26 professions différentes. On n’y trouve, selon le recensement de 1906, ni curé ni médecin ni notaire ni sage-femme. Il n’y a aucun étranger dans la commune. Comme souvent dans la Nièvre, plusieurs familles du village accueillent un « pensionnaire », c’est-à-dire un enfant de l’Assistance publique : il y a 17 « enfants assistés » à Sichamps.
En 1944, dans la nuit du 6 au 7 août, des individus s’introduisent dans une maison du village et, à coups de mitraillette et de grenade, en tuent les quatre occupants, le père, la mère et leurs deux filles.

### Curés
- Edme Simonneau (1664), Barthélémy Rat (1686), Charles Oudet (1731)[18].

### Seigneurs
- François Quantin (1655), Antoine Quantin (1668), François Bourgoing (1670), Charles de Chéry (1670), Florimond de Lavenne (1730)[18].

## Politique et administration
| Période                                  | Période  | Identité        | Étiquette | Qualité  |
| ---------------------------------------- | -------- | --------------- | --------- | -------- |
| 1965                                     | 1977     | René Coulon     | PS        | Retraité |
| 1977                                     | En cours | Léonard Jaillot | LR        | Retraité |
| Les données manquantes sont à compléter. |          |                 |           |          |

## Démographie
L'évolution du nombre d'habitants est connue à travers les recensements de la population effectués dans la commune depuis 1793. Pour les communes de moins de 10 000 habitants, une enquête de recensement portant sur toute la population est réalisée tous les cinq ans, les populations de référence des années intermédiaires étant quant à elles estimées par interpolation ou extrapolation. Pour la commune, le premier recensement exhaustif entrant dans le cadre du nouveau dispositif a été réalisé en 2005.

En 2022, la commune comptait 175 habitants, en évolution de −9,79 % par rapport à 2016 (Nièvre : −3,28 %, France hors Mayotte : +2,11 %).
| 1793 | 1800 | 1806 | 1821 | 1831 | 1836 | 1841 | 1846 | 1851 |
| ---- | ---- | ---- | ---- | ---- | ---- | ---- | ---- | ---- |
| 169  | 161  | 182  | 217  | 230  | 278  | 267  | 270  | 246  |

| 1856 | 1861 | 1866 | 1872 | 1876 | 1881 | 1886 | 1891 | 1896 |
| ---- | ---- | ---- | ---- | ---- | ---- | ---- | ---- | ---- |
| 249  | 242  | 243  | 269  | 254  | 235  | 230  | 229  | 212  |

| 1901 | 1906 | 1911 | 1921 | 1926 | 1931 | 1936 | 1946 | 1954 |
| ---- | ---- | ---- | ---- | ---- | ---- | ---- | ---- | ---- |
| 202  | 211  | 222  | 210  | 196  | 195  | 191  | 202  | 216  |

| 1962 | 1968 | 1975 | 1982 | 1990 | 1999 | 2005 | 2006 | 2010 |
| ---- | ---- | ---- | ---- | ---- | ---- | ---- | ---- | ---- |
| 211  | 205  | 177  | 150  | 153  | 166  | 162  | 164  | 176  |

| 2015 | 2020 | 2022 | - | - | - | - | - | - |
| ---- | ---- | ---- | - | - | - | - | - | - |
| 192  | 173  | 175  | - | - | - | - | - | - |

## Culture locale et patrimoine

### Lieux et monuments
- L’église Saint-Aignan, de 1894. Son clocher-porche carré est de style roman, percé sur ses quatre faces de baie double et doté d'une petite flèche couverte d’ardoise.
- Château ; dans les années 1930, il abrite les « vacances heureuses des enfants de la Banlieue Rouge »[23].